# Genotek
Genotek («Генотек») — российская медицинская компания, оказывающая услуги анализа человеческого генома (диагностика ДНК на предмет наличия мутаций, способствующих проявлению девиативных свойств человеческого организма, предрасположенностей к развитию заболеваний, наличие наследственных заболеваний, генеалогии).
Основана в 2010 году выпускниками механико-математического и биологического факультетов Московского государственного университета Валерием Ильинским, Артёмом Елмуратовым и Кириллом Петренко.
Первой в России и СНГ стала оказывать услугу по секвенированию генома, также первой в стране применила этот метод для анализа гена дистрофина с точностью до точечных мутаций гена, вплоть до изменений размером один нуклеотид (что даёт возможность обнаружить развитие мышечной дистрофии Дюшенна — Беккера с точностью 99,97 %).
В 2013 году оборот превысил 1 млн долларов США. В конце 2013 года фонд Rustars Ventures и группа частных лиц вложили в фирму 500 тыс. долларов США, в ходе второго инвестиционного раунда в 2016 году компания привлекла 2 млн долларов от группы инвесторов, среди которых генеральный директор «Русагро» Басов и бывший глава администрации президента Волошин. В начале 2017 года на третьем раунде $1 млн в фирму вложил «Фармстандарт», а в 2020 году фирма привлекла ещё 4 млн $ инвестиций, в том числе от компании «Яндекс».
Компания Genotek вошла в международный консорциум COVID-19 Host Genetics Initiative, изучающий, как генетика людей связана с восприимчивостью к новой коронавирусной инфекции.